# 弗爾蒂切尼
弗爾蒂切尼是羅馬尼亞的城市，位於該國東北部，距離首府蘇恰瓦21公里，由蘇恰瓦縣負責管轄，面積28.76平方公里，海拔高度324米，2009年人口30,053，大多數居民信奉東正教。

## 外部連結
- （罗马尼亚文） Local Authority Website from Fălticeni （页面存档备份，存于）
- （罗马尼亚文） Unofficial Fălticeni portal （页面存档备份，存于）
- （罗马尼亚文） The "Nicu Gane" National College （页面存档备份，存于）
- （罗马尼亚文） A site dedicated to the Lovinescu family